# Sarmatia otisalis
Sarmatia otisalis är en fjärilsart som beskrevs av Walker 1858. Sarmatia otisalis ingår i släktet Sarmatia och familjen nattflyn. Inga underarter finns listade.